# Combretum nanum
Combretum nanum là một loài thực vật có hoa trong họ Trâm bầu. Loài này được Buch.-Ham. ex D.Don mô tả khoa học đầu tiên năm 1825.